# لانگنلویبا-نیدرهاین
لانگنلویبا-نیدرهاین (به آلمانی: Langenleuba-Niederhain) یک شهر در آلمان است که در اتنبرگر لند واقع شده‌است. لانگنلویبا-نیدرهاین ۲٬۰۴۴ نفر جمعیت دارد.